# Vulcão dos Cinco Picos
O Vulcão dos Cinco Picos é um estratovulcão de grandes dimensões, parcialmente desmantelado pela acção tectónica, situado na parte leste da ilha Terceira, arquipélago dos Açores. O aparelho vulcânico atinge uma altitude máxima de 500 m acima do nível médio do mar no ponto mais alto da Serra do Cume. A estrutura é encimada por uma grande caldeira vulcânica, a Caldeira dos Cinco Picos, com cerca de 7 km diâmetro, medido entre o bordo nordeste, conhecido por Serra do Cume, e o bordo sudoeste, que corresponde à Serra da Ribeirinha.
O interior da caldeira, relativamente plano, contém cinco cones vulcânicos secundários, daí o nome dado ao maciço, onde ocorreram derrames lávicos formaram longas escoadas em direcção à costa através da abertura localizada no flanco sueste da formação.

## Descrição
A actividade sub-aérea do Vulcão dos Cinco Picos terá ocorrido durante o Plioceno médio, há cerca de 3,5 milhões de anos, estando associado à emergência da estrutura primitiva da ilha Terceira. 
O aparelho vulcânico evoluiu para um grande vulcão em escudo, a que se seguiu um período de maior explosividade, com emissão de piroclastos, incluindo pedra pomes de queda, episódios acompanhados por escoadas piroclásticas que deram origem a alguns dos ignimbritos mais antigos conhecidos na ilha Terceira.
O mecanismo de formação da caldeira foi complexo e aparenta ter envolvido dois processos, havendo autores que admitem apenas um dos dois. Para alguns a depressão dos Cinco Picos resulta da formação de uma caldeira de colapso, formada durante um período de intensa actividade explosiva, mas outros autores atribuem a formação da exclusivamente a processos de tectónica regional,  associados a um processo de rifting, provavelmente devido à actividade do rift da Terceira.